# Заречье (Роменский район)
Заречье (укр. Заріччя) — село,
Басовский сельский совет,
Роменский район,
Сумская область,
Украина.
Код КОАТУУ — 5924181708. Население по переписи 2001 года составляло 11 человек .

## Географическое положение
Село Заречье находится на левом берегу реки Хмелевка,
выше по течению примыкает село Басовка,
ниже по течению на расстоянии в 2 км расположено село Великие Будки,
на противоположном берегу — село Басовка.
По селу протекает пересыхающий ручей с запрудой.